# FLOX
Pour le musicien britannique, voir Flox.
En astronautique, FLOX désigne un mélange d'oxygène liquide O2 et de fluor liquide F2 en proportions variables utilisé comme ergol oxydant dans certaines applications où des performances supérieures à celles de l'oxygène seul sont souhaitées. Il est assez peu utilisé en dehors du domaine expérimental en raison de la corrosion induite par le fluor liquide.

## Article lié
- Propergol liquide